# فلسفة صينية

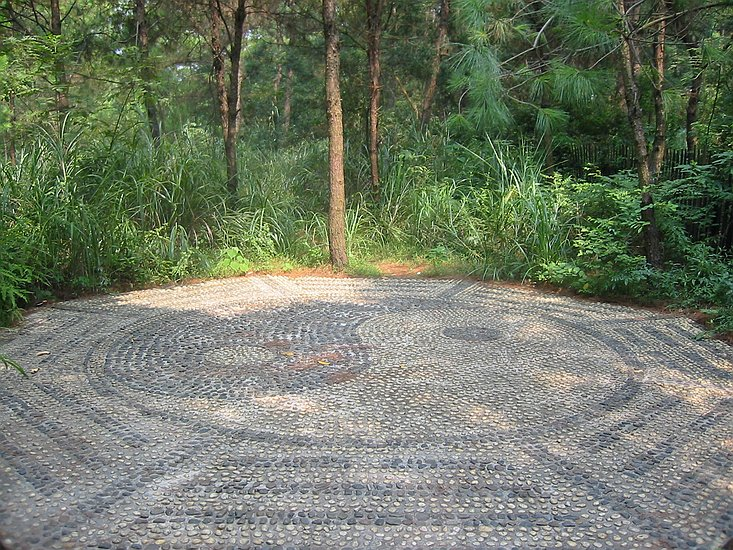
رمز الين واليانج

نشأت الفلسفة الصينية في فترة الربيع والخريف وحقبة الممالك المتحاربة، خلال فترة تُعرف باسم “مدارس الفكر المئة”، والتي تتميز بتطورات فكرية وثقافية هامة. بدأت معظم الفلسفة الصينية في حقبة الممالك المتحاربة، لكن عناصر الفلسفة الصينية موجودة منذ عدة آلاف السنين، بل يمكن ملاحظتها في ايجنغ (كتاب التغيرات)، وهو موجز موغل في القدم عن الكهانة، ويعود تاريخه إلى عام 672 قبل الميلاد على أقل تقدير. وخلال حقبة الممالك المتحاربة، نشأ ما أسماه سيما تان المدارس الفلسفية الكبرى في الصين: الكونفوشية والشرعوية والطاوية. إلى جانب عدد من الفلسفات الغارقة في القدم، كالموهية ومدرسة أنصار الطبيعة ومدرسة الأسماء (أو المنطقيون).

## المعتقدات الأولى
استند الأفكار الأولى خلال حقبة شانغ على الدورات. وتنبع هذه الفكرة مما يستطيع البشر في مملكة شانغ ملاحظته: كدورة النهار والليل مثلاً أو دورات الفصول، وحتى دورة القمر. وهكذا، فإن هذه الفكرة، التي ظلت صالحة عبر التاريخ الصيني، تعكس ترتيب الطبيعة. كما تجسد أيضاً اختلافاً أساسياً عن الفلسفة الغربية، حيث النظرة السائدة للزمن لا تتعدى كونها تطوراً خطياً. وفي عهد شانغ، اعتُبر القدر قابلاً للتغيير عن طريق “الآلهة العظيمة”، والتي يمكننا اعتبارها آلهة بشكل عام. وكان تبجيل الأموات طقساً حاضراً ومعترفاً به عالمياً، كما كانت التضحية بالبشر والحيوانات أمراً شائعاً.
أُطيح بسلالة شانغ الحاكمة على يد سلالة زو، وطُرح وقتها مفهوم سياسي وديني وفلسفي جديد يسمى “التفويض السماوي”. ويُمنح هذا التفويض عندما يصبح الحكام غير جديرين بمنصبهم ويقدموا ذريعة لحكمهم. أشارت الدلائل الأثرية من تلك الفترة إلى ازدياد المعرفة بالقراءة والكتابة والابتعاد الجزئي عن الإيمان المطلق بالـ شانغدي (الكائن الأسمى في الديانة الصينية التقليدية)، حيث أصبح تبجيل الموتى (أو عبادة الأسلاف) وقتها شائعاً وذا توجه عالمي متزايد.

## نظرة عامة
تطورت الكونفوشية خلال فترة الربيع والخريف من تعاليم الفيلسوف الصيني كونفوشيوس (551-479) قبل الميلاد، حيث اعتبر نفسه بمثابة ناقلٍ لقيم وتعاليم Zhou. وتتعلق فلسفته بمجالات الأخلاق والسياسة، وركّز أيضاً على الأخلاق الشخصية والحكومية وصحة العلاقات الاجتماعية والعدالة والمذهب التقليدي والإخلاص. وتؤكد “المنتخبات” على أهمية الطقوس وعلى أهمية الـ “رين” Ren والتي بالإمكان ترجمتها إلى “الرحمة الإنسانية” بالمعنى الفضفاض. والكونفوشية –إلى جانب الشرعوية –مسؤولة عن خلق حكم الجدارة الأول من نوعه في العالم، وينص حكم الجدارة على تحديد وضع الفرد الاجتماعي وفقاً لتعليمه وشخصيته بدلاً من أصله وثروته أو صداقاته. كان للكونفوشية –ولا يزال –أثراً كبيراً في الثقافة الصينية، ودولة الصين عموماً والمناطق المجاورة من آسيا الشرقية.
إن أكبر منافسي الكونفوشية قبل عهد أسرة هان هو الفلسفة الشرعوية الصينية والموهية. وأصبحت الكونفوشية إلى حد كبير المدرسة الفلسفية المهيمنة في الصين خلال عهد أسرة هان المبكر عقب استبدالها للأسرة السابقة، هوانج لاو، التي مالت أكثر نحو الفلسفة الطاوية. اختفت الشرعوية كفلسفة متماسكة إلى حد كبير بسبب علاقتها مع الحكم الاستبدادي ذي الشعبية المنخفضة لتشين شي هوانج. وبالرغم من ذلك، استمرت أفكار الشرعوية ومدارسها بالتأثير على الفلسفة الصينية حتى نهاية الحكم الإمبراطوري خلال ثورة شينهاي.
لم تحظ الموهية بالاهتمام الواسع خلال عهد أسرة هان بسبب الجهود التي بذلها أتباع كونفوشيوس في تأسيس وجهات نظرهم كنوعٍ من العقيدة السياسية. على الرغم من اكتساب الموهية شعبية واسعة في البداية بسبب تركيزها على الحب الأخوي في مواجهة الشرعوية القاسية.
شهد عصر السلالات الحاكمة الست صعود المدرسة الفلسفية Xuanxue ونضج البوذية الصينية، والتي دخلت الصين من الهند خلال العهد المتأخر من حكم أسرة هان. ومع استلام أسرة تانغ للسلطة، وبعد خمسمائة عام من وصول البوذية إلى الصين، تحولت البوذية إلى فلسفة دينية صينية شاملة تهيمن عليها مدرسة زين Zen البوذية. وأصبحت الكونفوشية الجديدة شائعة للغاية خلال عهد سلالة سونغ وسلالة مينغ، والسبب الأكبر وراء ذلك هو المزيج المكوّن من الفلسفة الكونفوشية وفلسفة Zen.
خلال القرنين التاسع عشر والعشرين، استوعبت الفلسفة الصينية مفاهيم الفلسفة الغربية. واعتبر الثوار المناهضون لسلالة تشينغ –والمنخرطون في ثورة شينهاي –الفلسفة الغربية كبديل للمدارس الفلسفية التقليدية. حيث دعا الطلاب في حركة الرابع من أيار إلى إلغاء المؤسسات والممارسات الإمبريالية القديمة في الصين. وحاول العلماء الصينيون في تلك الحقبة دمج الأيديولوجيات الفلسفية الغربية مثل الديمقراطية والماركسية والاشتراكية والليبرالية والجمهورية واللاسلطوية والقومية مع الفلسفة الصينية. وأبرز الأمثلة على ذلك هي المبادئ الثلاثة الخاصة بأيديولوجيا سون يات سين، والماوية التي ابتدعها ماو تسي تونغ كبديلٍ عن الماركسية اللينينية. في جمهورية الصين الشعبية الحديثة، الأيديولوجية الرسمية هي “اقتصاد السوق الاشتراكية” التي وضعها دينغ شياو بينغ.
إن جمهورية الصين الشعبية معادية تاريخياً للفلسفة الصينية القديمة، لكن تأثير الماضي لا يزال متأصلاً بعمق في الثقافة الصينية الحالية. وفي المرحلة التي تلت عصر الإصلاح الاقتصادي في الصين، عادت الفلسفة الصينية الحديثة إلى الظهور في أشكال مثل الكونفوشية الجديدة. وكما حدث في اليابان، أصبحت الفلسفة في الصين بوتقة تنصهر فيها شتى الأفكار، تتقبل الأفكار الجديدة وتحاول دائماً إعطاء الأفكار القديمة حقها الكامل. لا يزال للفلسفة الصينية أثر عميق على شعوب شرق آسيا، وحتى جنوب شرق آسيا.

## اقرأ أيضاً
- نظرية العناصر الخمسة
- تشي كونغ